# Groningen Giants
De Groningen Giants is een Americanfootballvereniging in het noorden van Nederland. De vereniging traint en speelt in de stad Groningen op het kunstgrasveld van het sportpark Corpus den Hoorn. 

## Geschiedenis
Oprichter Steven Coutinho vatte in het najaar van 1999 het idee om in Groningen opnieuw een Americanfootballteam op te richten. Sinds te teloorgang van de Groningen Tigers en de Groningen Grizzlies eind jaren tachtig was er geen team meer te vinden in de meest noordelijke provincie van Nederland.
Gezien de demografie van Groningen als studentenstad was het uitgangspunt om een studententeam te starten. De eerste opzet voor de vereniging werd gemaakt met behulp van een aantal enthousiaste mensen uit de omgeving en de ACLO.
Het eerste jaar zou er alleen Flag Football gespeeld worden, een non-contact versie van de sport. Dit om te voorkomen dat de verse leden onmiddellijk de dure pakken voor de tackle versie moesten aanschaffen. In het najaar van 2000 werd het team 3e in de flag competitie waarna er over is gegaan naar een senior tackle team.
In 2001 stond dan uiteindelijk de eerste 11v11 tackle wedstrijd te wachten voor de Groningen Giants. Op dat moment, onder leiding van Hans Schins, het jongste team en nieuw in de 3e divisie van Nederland. In dit seizoen werden de Groningen Giants ongeslagen kampioen wat het daarop volgende jaar resulteerde in promotie naar de tweede divisie. Tot op heden handhaven de Giants zich in deze tweede divisie.
Vanaf het speeljaar 2002 is er binnen de Giants ook een jeugdteam opgericht. Dit team speelde in die tijd junior tackle football (5v5), na een groeispurt in de daaropvolgende jaren kon er in 2006 meegedaan worden in de 9v9 competitie van dezelfde leeftijdsklasse. Een jaar later, in 2007, bleek dit te veel gevraagd en is er teruggegaan naar de 5v5 competitie. Hier werd, mede door de opgedane ervaring, groot succes geboekt in de vorm van een ongeslagen kampioenschap voor het team. Het junior tackle team is inmiddels opgegaan in het senior tackle team. Door gebrek aan nieuwe aanwas is het daarnaast niet mogelijk gebleken om een junior tackle team in stand te houden.
Vanaf het seizoen 2012 hadden de Groningen Giants ook weer een team die meespeelde in de 5v5 senior flag football competitie. Het team werd veelal gebruikt als kweekvijver voor spelers die het spel net leerden kennen en om kennis te maken met de vereniging en de spelelementen van American football.
In 2014 heeft een omhaal plaatsgevonden in de divisievorming door de AFBN. Er ontstond een Eredivisie en een Eerste divisie. De Groningen Giants senior tackle werd ingedeeld in de Eerste divisie en wel in Poule A.
In 2015 werden de Groningen Giants ongeslagen kampioen binnen het American football. Zij deden dit door de finale in Amsterdam te winnen met 34-00. Hiermee werd het seizoen afgesloten met een totaalrecord van 10 gewonnen wedstrijden en 0 verloren met in totaal 2 TD's tegen te hebben gekregen.
In 2023 stonden de Giants onderaan in de Eredivisie en had te club moeten degraderen. Door de vrijwillige degradatie van de Hilversum Hurricanes, blijven de Groningers toch in de Eredivisie spelen. In de off-season staat de Duitse Amerikaan Sam Peek voor het eerst op het veld als Head Coach.
In 2024 schopten de Giants het voor het eerst sinds 2015 tot de playoffs, deze werden verloren aan Lightning Leiden.
Op 15 juni 2025 wonnen de Groningen Giants de halve finale van de AFBN Eredivisie play-offs in Leiden van Lightning Leiden. Met dank aan Touchdowns van Ray Vogelenzang, Gijs Wilke Braams, Roald Hessing en Collin Holwerda wisten de Giants met 14-28 de rivalen uit Leiden te verslaan en zich voor het eerst in de clubgeschiedenis te plaatsen voor de Tulip Bowl, de grote finale voor het Nederlands landskampioenschap.
Deze Tulip Bowl werd gespeeld tegen de Amsterdam Crusaders, op hun thuisveld. Tot halftime stonden de Groningers voor met 10 - 12. Na de tweede helft was de stand 39 - 18 voor de Crusaders, en wonnen zij de 39e Tulip Bowl van Nederland.

## Uniform
Het officiële thuistenue van de Groningen Giants bestaat uit een groen shirt met witte opdruk. Op de zij loopt een zilver-grijze baan. Bij het uitshirt worden deze kleuren omgedraaid en is het shirt wit met groene letters en cijfers. De broek is zilver-grijs bovenop groen gekleurde sokken. De officiële helm kleur voor de Groningen Giants is zilver-grijs met een witte facemask, daarnaast zit er doorgaans een groen Groningen Giants logo op beide zijkanten van de helm, en loopt er een groen-witte streep van voor naar achter over de helm.

## Resultaten
- Tulip Bowl's gespeeld: 1
  - 2025
- Eerste divisie titels: 1
  - 2015
- Derde divisie titels: 1
  - 2001
- Jeugd Tackle 5v5 titels: 2
  - 2004
  - 2007